# К'яріссімо Медічі
К'яріссімо Медічі (*Chiarissimo de' Medici, бл. 1167 — 1210) — флорентійський підприємець та державний діяч.

## Життєпис
Походив з роду Медічі. Старший син Джамбуоно Медічі. Народився приблизно 1167 року в Кафаджало (долина Муджело). Замолоду займався родинною справою: аптечною торгівлею. Про цей час замало відомостей. Невдовзі після смерті батька у 1192 році перебирається до Флоренції. Відтоді починається діяльність флорентійських Медічі.
У місті К'яріссімо придбав крамницю в районі Сан-Лоренцо, де продовжив торгувати ліками. Втім, першим змінив профіль діяльності, став займатися лихварством, що значно збільшило його статки. В районі Старого ринку придбав декілька будинків, а потім звів декілька веж Медічі, що свідчило про підвищений статус К'яріссімо та його родини.
До 1201 року відноситься перша письмова згадка про Медічі. К'яріссімо поставив свій підпис разом з іншими членами Синьойрії республіки щодо наступу проти фортець Семіфонті і Валдельса, що належали аристократові Альберто IV ді Альберті. Ймовірно тоді К'яріссімо започаткував традицію підтримки Медічі партії гвельфів проти гібелінів (аристократів). Можливо, загони Медічі брали участь у боротьбі проти Альберті.
Помер К'яріссімо Медічі у 1210 році.

## Родина
- Філіпо (1200— ?), одружений з Алесією Грімальді. У шлюбі народилися сини Аверардо, Ран'єрі, К'яріссімо (II).